# Hans Kaltneker
Hans Kaltneker (Timișoara, 2 de febrer de 1895 - Gutenstein, 29 de setembre de 1919) fou un escriptor en alemany. Fou el principal representant de l'expressionisme literari a Àustria.